# Liste du patrimoine immobilier classé de Boussu
Cette page regroupe l'ensemble du patrimoine immobilier classé de la ville belge de Boussu.
| Objet | Année de construction / Architecte | Adresse | Section communale | Coordonnées                      | Numéro d’inventaire | Illustration |
| --- | ---------------------------------- | ------- | ----------------- | -------------------------------- | ------------------- | --- |
| Ensemble formé par l'église Saint Géry et l'ancienne chapelle seigneuriale à Boussu |                                    |         |                   | 50° 26′ 02″ nord, 3° 47′ 41″ est | 53014-CLT-0001-01   | Ensemble formé par l'église Saint Géry et l'ancienne chapelle seigneuriale à Boussu |
| Presbytère de Hornu, à Boussu |                                    |         |                   | 50° 26′ 00″ nord, 3° 49′ 38″ est | 53014-CLT-0003-01   | Image manquanteTéléverser |
| Ensemble des bâtiments dits le Grand-Hornu (M) ainsi que l'ensemble formé par ceux-ci et les terrains environnants (S)                                                                          |                                    |         |                   | 50° 26′ 08″ nord, 3° 50′ 21″ est | 53014-CLT-0004-01   | Ensemble des bâtiments dits le Grand-Hornu (M) ainsi que l'ensemble formé par ceux-ci et les terrains environnants (S)                                                                          |
| Les façades et les toitures du Home Guérin (bâtiment ancien), le pavillon situé rue Dorzée et la totalité du kiosque à musique (M) ainsi que le parc et la place publique (S)                   |                                    |         |                   | 50° 26′ 00″ nord, 3° 47′ 50″ est | 53014-CLT-0008-01   | Image manquanteTéléverser |
| Les ruines du château de Boussu et ses dépendances à Boussu (M) ainsi que l'ensemble formé par ces ruines et les abords (S)                                                                     |                                    |         |                   | 50° 26′ 14″ nord, 3° 47′ 42″ est | 53014-CLT-0010-01   | Les ruines du château de Boussu et ses dépendances à Boussu (M) ainsi que l'ensemble formé par ces ruines et les abords (S)                                                                     |
| Les façades et la toiture de la conciergerie sise rue Léon Figue, n°17 à Boussu |                                    |         |                   | 50° 25′ 59″ nord, 3° 47′ 39″ est | 53014-CLT-0011-01   | Image manquanteTéléverser |
| Arbres sis rue de Caraman, n°91 à Boussu |                                    |         |                   | 50° 26′ 02″ nord, 3° 47′ 09″ est | 53014-CLT-0012-01   | Image manquanteTéléverser |
| L'intérieur en ce compris les mausolées et les gisants de la chapelle funéraire des Seigneurs de l'église Saint-Géry                                                                            |                                    |         |                   | 50° 26′ 02″ nord, 3° 47′ 42″ est | 53014-PEX-0001-04   | L'intérieur en ce compris les mausolées et les gisants de la chapelle funéraire des Seigneurs de l'église Saint-Géry                                                                            |
| Les anciens bâtiments industriels du Grand Hornu et l'ensemble formé par les bâtiments dits Le Grand-Hornu et les terrains environnants                                                         |                                    |         |                   | 50° 26′ 08″ nord, 3° 50′ 21″ est | 53014-PEX-0002-04   | Les anciens bâtiments industriels du Grand Hornu et l'ensemble formé par les bâtiments dits Le Grand-Hornu et les terrains environnants                                                         |
| Les parties Renaissance du châtelet d'entrée de l'ancien château de Boussu dû à Jacques Dubroeucq et l'ensemble formé par les ruines du château Renaissance, le châtelet d'entrée et les abords |                                    |         |                   | 50° 26′ 14″ nord, 3° 47′ 42″ est | 53014-PEX-0003-04   | Les parties Renaissance du châtelet d'entrée de l'ancien château de Boussu dû à Jacques Dubroeucq et l'ensemble formé par les ruines du château Renaissance, le châtelet d'entrée et les abords |